# Apomecyna kochi
Apomecyna kochi là một loài bọ cánh cứng trong họ Cerambycidae.